# کاژیمیش کرد
کاژیمیش کُرد (لهستانی: Kazimierz Kord؛ ‏ ۱۸ نوامبر ۱۹۳۰–۲۹ آوریل ۲۰۲۱) موسیقی‌دان و رهبر ارکستر اهل لهستان بود.
از فیلم‌ها یا مجموعه‌های تلویزیونی که وی در آن‌ها نقش داشته‌است، می‌توان به نغمهٔ روح اشاره نمود.